# John Geddes
John Reuben Geddes (Liverpool, 13 de agosto de 1936) é um ex-ciclista britânico.
Em 1956, como um ciclista amador, Geddes participou dos Jogos Olímpicos, em Melbourne, onde ganhou a medalha de bronze em perseguição por equipes, junto com Tom Simpson, Donald Burgess e Michael Gambrill.